# Hôtel de ville de Phoenix
L'hôtel de ville de Phoenix (en anglais : Phoenix City Hall) est un gratte-ciel de bureaux de 112 mètres de hauteur construit à Phoenix (Arizona) de 1992 à 1994. Il abrite la mairie de Phoenix.
Début 2011, il était l'un des dix plus hauts immeubles de l'agglomération de Phoenix.
L'immeuble a été conçu par le cabinet d'architecte Langdon Wilson Architecture.